# Tibouchina pilosa
Tibouchina pilosa är en tvåhjärtbladig växtart som beskrevs av Célestin Alfred Cogniaux. Tibouchina pilosa ingår i släktet Tibouchina och familjen Melastomataceae. Inga underarter finns listade i Catalogue of Life.